# Yukinobu Kiyohara
Yukinobu Kiyohara (jap. 清原 雪信 Kiyohara Yukinobu); ur. 1643, zm. 5 kwietnia 1682 – japońska malarka i czołowa przedstawicielka szkoły Kanō we wczesnym okresie Edo.

## Życiorys
Ojciec Yukinobu, Kusumi Morikage, był malarzem, natomiast matka, Kuniko, była siostrzenicą Tan’yū Kanō, nauczyciela i patrona męża.
Yukinobu mieszkała w Kioto, gdzie szkoliła się w rzemiośle pod okiem ojca i stryja. Tam również poślubiła Hirano Morikiyo, jednego z uczniów szkoły Kanō. Ślub został zaaranżowany, tak jak w przypadku rodziców, przez Tan’yū Kanō.
Swoje prace tworzyła w różnych formatach, zaczynając od małych zwojów, a kończąc na parawanach. Kiyohara zalicza się nurtu malarstwa yamato-e, jednak jej prace przedstawiają często wizerunki ważnych postaci kobiecych, takie jak wybitne Chinki, ważne buddyjskie boginie oraz japońskie poetki i artystki, w tym Murasaki Shikibu. Prace Kiyohary skupiały się również na klasycznych chińskich (ośmiu nieśmiertelnych) oraz buddyjskich (Kannon) postaciach literackich i mitologicznych. 
Wiele prac Kiyohary ma sygnaturę oraz jest podpisana przez autorkę. Jako kobieta Kiyohara nie dostawała dużych zleceń na malunki świątynne. Uważano, że jej prace są odpowiednie dla kobiet, stąd jej dzieła są zazwyczaj mniejszych rozmiarów. Mimo wszystko sygnatura jej, a nie jej mistrza, sugeruje popularność prac Kiyohary. 
Dzięki dużym zdolnościom oraz pozycji społecznej uzyskała wystarczające uznanie, by znaleźć pod patronatem oraz realizować zamówienia dla japońskiego mieszczaństwa i kasty samurajów. Pozycja Kiyohary jako artystki szkoły Kanō umocniła jej sukces. Wśród jej patronek były również szlachcianki i kurtyzany, które doceniały wyrafinowanie jej stylu. Dobrze znanym przykładem jest dworska dama z Kioto, Kaoru, która zleciła jej namalowanie jesiennego pejzażu na jedwabiu i poprosiła 8 dworskich arystokratów o namalowanie na nim wzorów czarnym atramentem. Nie wiedząc, jak wykorzystać zdobioną tkaninę, zrobiła z niej kimono. 
Powieść Ihary Saikaku „Życie szarmanckiej kobiety” (好色 一代 女) opowiada historię, w której kurtyzana zleciła Kiyoharze namalowanie jesiennego dzieła na jedwabnym materiale. 
Praca Kiyohary Ptaki czterech pór roku (koniec XVII–początek XVIII w.) publicznie po raz pierwszy została pokazana w 2015 jako część wystawy dla muzeum Kosetsu w Tokio.

## Galeria

Pejzaż jesienny
Poetka Kogo
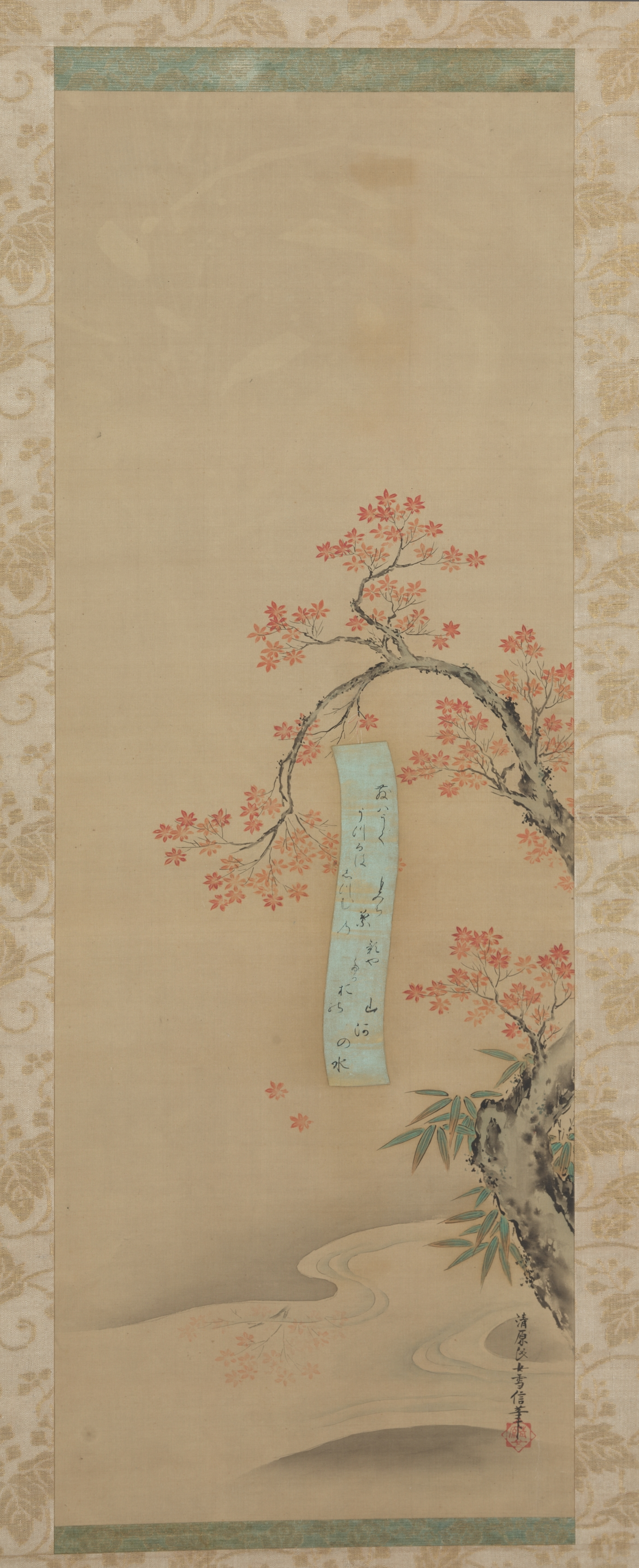
Jesień w Takao
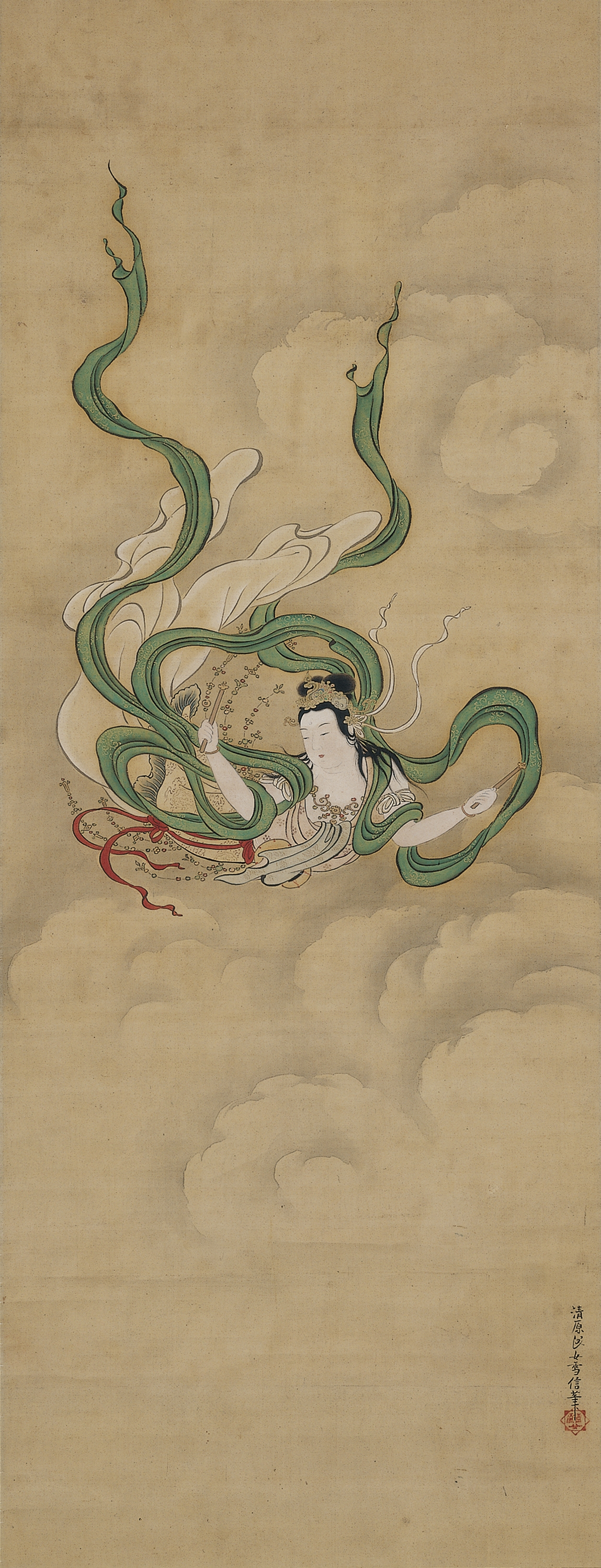
Lecąca apsara
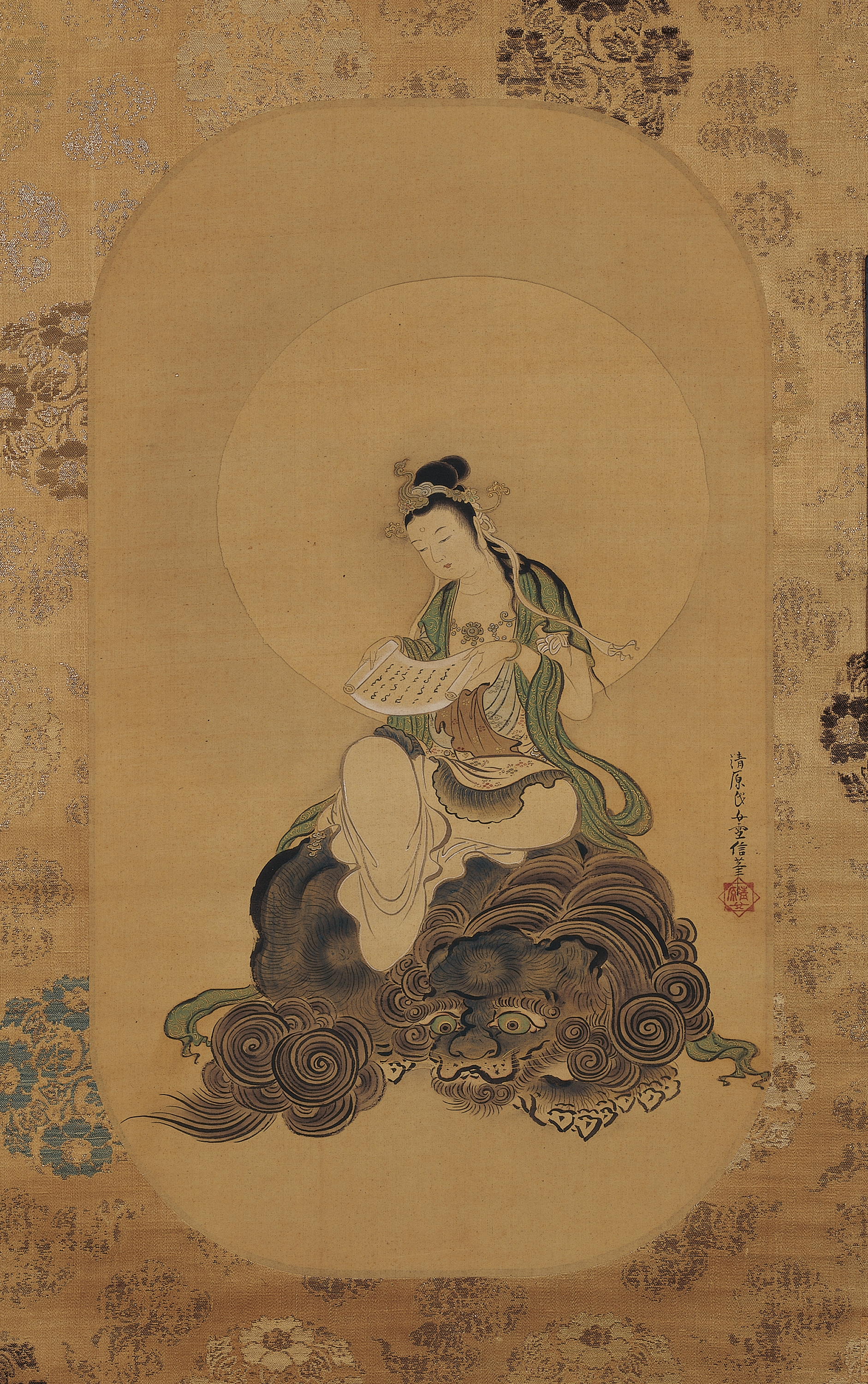
Monju